# 明加瓜蘇
明加瓜蘇（西班牙語：Minga Guazú）是巴拉圭的城市，由上巴拉那省負責管轄，距離首府東方市約20公里，始建於1958年5月14日，面積548平方公里，海拔高度260米，2002年人口60,719，人口密度每平方公里111人。

## 外部連結
- This is our country
- National Secretary of Tourism （页面存档备份，存于）